# Kamui Kobajaši
Kamui Kobajaši (japonsko 小林可夢偉), japonski dirkač, * 13. september 1986, Amagasaki, Prefektura Hjogo, Japonska.
Kobajaši je opozoril nase leta 2005, ko je osvojil tako Italijansko, kot tudi Evropsko prvenstvo Formule Renault. Od sezone 2008 je testni in rezervni dirkač moštva Formule 1, Panasonic Toyota F1. Ob tem je osvojil še prvenstvo Azijske GP2 v sezoni 2008-09. V sezoni 2009 je namesto obolelega Toma Glocka nastopal na petkovih prostih treningih pred dirko za Veliko nagrado Japonske. Glock je nato nastopil na petkovih kvalifikacijah, kjer pa se je poškodoval. Kobajaši ni smel nastopiti na dirki, ker se ni udeležil kvalifikacij, toda Glocka je nadomestil na naslednji dirki za Veliko nagrado Brazilije, kjer je z enajstim mestom na dežnih kvalifikacijah in devetem mestu na dirki, še bolj pa z bojevitim dirkanjem, opozoril nase. 

## Dirkaški rezultati

### Pregled rezultatov
| Sezona  | Serija                            | Moštvo             | Dirke         | Pole          | Zmage         | Toč           | Prv           |
| ------- | --------------------------------- | ------------------ | ------------- | ------------- | ------------- | ------------- | ------------- |
| 2003    | Formula Toyota                    | ?                  | 10            | 4             | 2             | 120           | 2.            |
| 2004    | Nemška Formula Renault            | Prema Powerteam    | 2             | 0             | 0             | 16            | 31.           |
| 2004    | Italijanska Formula Renault       | Prema Powerteam    | 17            | 3             | 2             | 134           | 7.            |
| 2005    | Italijanska Formula Renault       | Prema Powerteam    | 15            | 4             | 6             | 312           | 1.            |
| 2005    | Evropska Formula Renault          | Prema Powerteam    | 16            | 4             | 6             | 157           | 1.            |
| 2006    | Evropska Formula 3                | ASM Formule 3      | 19            | 0             | 0             | 34            | 8.            |
| 2007    | Evropska Formula 3                | ASM Formule 3      | 20            | 1             | 1             | 59            | 4.            |
| 2008    | Azijska GP2                       | DAMS               | 10            | 0             | 2             | 22            | 6.            |
| 2008    | GP2                               | DAMS               | 20            | 0             | 1             | 10            | 16.           |
| 2008    | Formula 1                         | Toyota             | Testni dirkač | Testni dirkač | Testni dirkač | Testni dirkač | Testni dirkač |
| 2008-09 | Azijska GP2                       | DAMS               | 11            | 2             | 2             | 56            | 1.            |
| 2009    | GP2                               | DAMS               | 20            | 0             | 0             | 13            | 16.           |
| 2009    | Formula 1                         | Toyota             | 2             | 0             | 0             | 3             | 18.           |
| 2010    | Formula 1                         | Sauber             | 19            | 0             | 0             | 32            | 12.           |
| 2011    | Formula 1                         | Sauber             | 19            | 0             | 0             | 30            | 12.           |
| 2012    | Formula 1                         | Sauber             | 20            | 0             | 0             | 60            | 12.           |
| 2013    | 24 ur Le Mansa                    | AF Corse (GTE Pro) | 1             | 0             | 0             | 0             | 5.            |
| 2013    | Svetovno vzdržljivostno prvenstvo | AF Corse (GTE Pro) | 8             | 0             | 0             | 98            | 7.            |
| 2014    | Formula 1                         | Caterham F1 Team   | 16            | 0             | 0             | 0             | 22.           |

### GP2
(legenda) (odebeljene dirke pomenijo najboljši štartni položaj, poševne najhitrejši krog)
| Leto | Moštvo | 1         | 2         | 3           | 4          | 5           | 6          | 7           | 8          | 9           | 10        | 11          | 12         | 13         | 14         | 15          | 16         | 17         | 18         | 19          | 20         | Prv | Toč |
| ---- | ------ | --------- | --------- | ----------- | ---------- | ----------- | ---------- | ----------- | ---------- | ----------- | --------- | ----------- | ---------- | ---------- | ---------- | ----------- | ---------- | ---------- | ---------- | ----------- | ---------- | --- | --- |
| 2008 | DAMS   | ESP FEA 8 | ESP SPR 1 | TUR FEA Ret | TUR SPR 9  | MON FEA Ret | MON SPR 18 | FRA FEA Ret | FRA SPR 9  | GBR FEA Ret | GBR SPR 7 | GER FEA Ret | GER SPR 18 | HUN FEA 11 | HUN SPR 8  | EUR FEA Ret | EUR SPR 6  | BEL FEA 9  | BEL SPR 14 | ITA FEA Ret | ITA SPR 13 | 16. | 10  |
| 2009 | DAMS   | ESP FEA 8 | ESP SPR 5 | MON FEA Ret | MON SPR 12 | TUR FEA Ret | TUR SPR NC | GBR FEA Ret | GBR SPR 17 | GER FEA 9   | GER SPR 3 | HUN FEA 13  | HUN SPR 8  | VAL FEA 8  | VAL SPR 11 | BEL FEA 7   | BEL SPR 11 | ITA FEA 17 | ITA SPR 17 | ALG FEA 6   | ALG SPR 19 | 16. | 13  |

### Azijska GP2
(legenda) (odebeljene dirke pomenijo najboljši štartni položaj, poševne najhitrejši krog)
| Leto    | Moštvo | 1          | 2           | 3           | 4          | 5         | 6         | 7         | 8          | 9          | 10         | 11        | 12        | DC | Points |
| ------- | ------ | ---------- | ----------- | ----------- | ---------- | --------- | --------- | --------- | ---------- | ---------- | ---------- | --------- | --------- | -- | ------ |
| 2008    | DAMS   | UAE FEA 13 | UAE SPR Ret | IND FEA Ret | IND SPR 15 | MAL FEA 5 | MAL SPR 1 | BHR FEA 3 | BHR SPR 1  | UAE FEA 20 | UAE SPR 14 |           |           | 6. | 22     |
| 2008-09 | DAMS   | CHN FEA 2  | CHN SPR Ret | UAE FEA 1   | UAE SPR C  | BHR FEA 1 | BHR SPR 6 | QAT FEA 4 | QAT SPR 18 | MAL FEA 2  | MAL SPR 7  | BHR FEA 4 | BHR SPR 5 | 1. | 56     |

### Formula 1
(legenda) (odebeljene dirke pomenijo najboljši štartni položaj, poševne pa najhitrejši krog, †-uvrščen kljub odstopu)
| Leto | Moštvo                  | Šasija        | Motor                           | 1       | 2       | 3       | 4       | 5       | 6       | 7       | 8       | 9      | 10     | 11      | 12     | 13      | 14      | 15      | 16      | 17      | 18     | 19      | 20    | Prv | Toč |
| ---- | ----------------------- | ------------- | ------------------------------- | ------- | ------- | ------- | ------- | ------- | ------- | ------- | ------- | ------ | ------ | ------- | ------ | ------- | ------- | ------- | ------- | ------- | ------ | ------- | ----- | --- | --- |
| 2009 | Panasonic Toyota Racing | Toyota TF109  | Toyota RVX-09 2.4 V8            | AVS     | MAL     | KIT     | BAH     | ŠPA     | MON     | TUR     | VB      | NEM    | MAD    | EU      | BEL    | ITA     | SIN     | JAP PO  | BRA 9   | ABU 6   |        |         |       | 18. | 3   |
| 2010 | BMW Sauber F1 Team      | Sauber C29    | Ferrari 056 2.4 V8              | BAH Ret | AVS Ret | MAL Ret | KIT Ret | ŠPA 12  | MON Ret | TUR 10  | KAN Ret | EU 7   | VB 6   | NEM 11  | MAD 9  | BEL 8   | ITA Ret | SIN Ret | JAP 7   | KOR 8   | BRA 10 | ABU 14  |       | 12. | 32  |
| 2011 | Sauber F1 Team          | Sauber C30    | Ferrari 056 2.4 V8              | AUS DSQ | MAL 7   | KIT 10  | TUR 10  | ŠPA 10  | MON 5   | KAN 7   | EU 16   | VB Ret | NEM 9  | MAD 11  | BEL 12 | ITA Ret | SIN 14  | JAP 13  | KOR 15  | IND Ret | ABU 10 | BRA 9   |       | 12. | 30  |
| 2012 | Sauber F1 Team          | Sauber C31    | Ferrari 056 2.4 V8              | AVS 6   | MAL Ret | KIT 10  | BAH 13  | ŠPA 5   | MON Ret | KAN 9   | EU Ret  | VB 11  | NEM 4  | MAD 18  | BEL 13 | ITA 9   | SIN 13  | JAP 3   | KOR Ret | IND 14  | ABU 6  | ZDA 14  | BRA 9 | 12. | 60  |
| 2014 | Caterham F1 Team        | Caterham CT05 | Renault Energy F1-2014 1.6 V6 t | AVS Ret | MAL 13  | BAH 15  | KIT 18  | ŠPA Ret | MON 13  | KAN Ret | AVT 16  | VB 15  | NEM 16 | MAD Ret | BEL    | ITA 17  | SIN DNS | JAP 19  | RUS Ret | ZDA     | BRA    | ABU Ret |       | 22. | 0   |